# جوزف میرس
جوزف میرس (به انگلیسی: Joseph Mears) (زاده ۱۸۷۱ - درگذشته اکتبر ۱۹۳۵) تاجر انگلیسی است که قابل توجه‌ترین فعالیت وی تأسیس ورزشگاه برای باشگاه فوتبال چلسی است. 

## زندگی‌نامه
جوزف میرس زاده سال ۱۸۷۱ در لندن و برادر بزرگتر گاس میرس است. جوزف در سال ۱۹۱۲ وارد عرصهٔ الکترونیک شد و بعدها در سینما نیز به طور محدود فعالیت کرد. میرس از ۱۹۳۱ تا ۱۹۳۲ شهردار شهر ریچموند بوده‌است.
او در سال ۱۹۳۵ درگذشت و در قبرستان ریچموند در نزدیکی لندن به خاک سپرده شد. سرمایه وی در حدود ۳۰ میلیون دلار برآورد شده‌است.

## ورزشگاه استمفورد بریج
او در سال ۱۸۹۶ به همراه برادرش گاس ورزشگاه استمفورد بریج که مخصوص دو و میدانی بود را خریداری کرد. آن‌ها استمفورد بریج را در سال ۱۹۰۵ تبدیل به ورزشگاه اختصاصی چلسی کردند.وی بعد مرگ برادرش در سال ۱۹۱۲ مدیریت ورزشگاه را به عهده گرفت. فرزندان وی «جو میرس» و برایان میرس نیز مدیریت ورزشگاه را برعهده داشته‌اند.

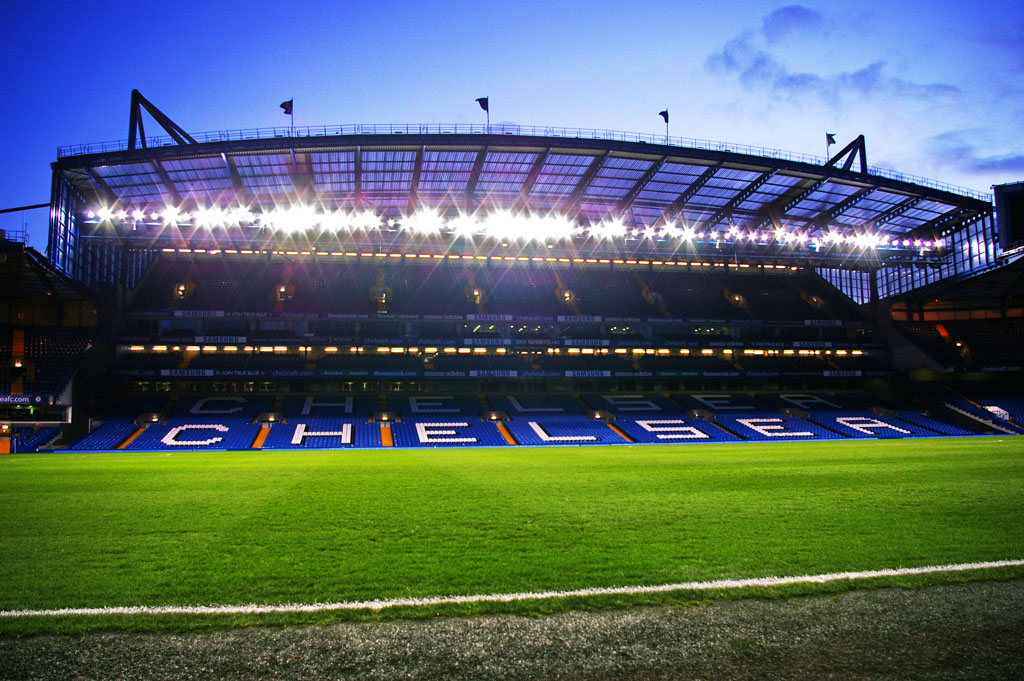
ورزشگاه استمفورد بریج، محل برگزاری بازی‌های تیم چلسی